# Hackett (Wisconsin)
Hackett – miasto w Stanach Zjednoczonych, w stanie Wisconsin, w hrabstwie Price.